# Chorinaeus laricianae
Chorinaeus laricianae là một loài tò vò trong họ Ichneumonidae.